# Sprzeczny zbiór formuł zdaniowych
Zbiór formuł zdaniowych {\displaystyle X} jest niesprzeczny (spotyka się również określenie absolutnie niesprzeczny) jeśli istnieje formuła zdaniowa {\displaystyle \varphi } taka, że {\displaystyle \varphi } nie daje się dowieść ze zbioru {\displaystyle X.}
Gdy takiej formuły nie ma, mówimy, że zbiór {\displaystyle X} jest sprzeczny (absolutnie sprzeczny).
Zbiór formuł zdaniowych {\displaystyle X} jest sprzeczny względem negacji wtedy i tylko wtedy, gdy istnieje taka formuła zdaniowa {\displaystyle \varphi ,} że ze zbioru {\displaystyle X} można udowodnić zarówno {\displaystyle \varphi ,} jak i jej negację, {\displaystyle \neg \varphi .} W większości używanych systemów wnioskowania niesprzeczność względem negacji jest równoważna absolutnej niesprzeczności.